# ناعومي غيرما
ناعومي هايلي غيرما (من مواليد 14 يونيو 2000) هي لاعبة كرة قدم أمريكية محترفة تلعب في مركز قلب الدفاع لصالح نادي تشيلسي في الدوري الممتاز للسيدات ومنتخب الولايات المتحدة.
لعبت كرة القدم الجامعية مع فريق ستانفورد كاردينال، الذي قادته إلى البطولة الوطنية عام 2019. اختارها نادي سان دييغو ويف لكرة القدم كأول لاعبة شاملة لها في مشروع دوري كرة القدم للسيدات الوطني لعام 2022. فازت بجائزة أفضل لاعبة صاعدة في دوري كرة القدم للسيدات الوطني، وحصلت على لقب أفضل مدافعة في الدوري في أول موسمين لها، مما ساعد سان دييغو على الفوز بدرع دوري كرة القدم للسيدات الوطني في عام 2023. في عام 2025، وقّعت مع تشيلسي مقابل 1.1 مليون دولار، وهو رقم قياسي عالمي في كرة القدم للسيدات.
لعبت مع الولايات المتحدة في فئات تحت 17 عامًا وتحت 19 عامًا وتحت 20 عامًا قبل أن تظهر لأول مرة مع الفريق الأول عام 2022. حصلت على لقب أفضل لاعبة كرة قدم أمريكية في عام 2023. فازت بالميدالية الذهبية مع الولايات المتحدة في أولمبياد باريس 2024، حيث لعبت كل دقيقة من البطولة.